# Lavarand
Лаваранд (англ. Lavarand), также известная как Стена Энтропии, был аппаратным генератором случайных чисел, разработанный Silicon Graphics. Он работал, фотографируя узоры от плавающего материала в лавовых лампах, извлекая случайные данные из фотографий, и используя результат для сидирования генератора псевдослучайных чисел.

## Описание
Несмотря на то, что второстепенная часть генерации случайных чисел использует генератор псевдослучайных чисел, полный процесс по существу является генератором "истинных" случайных чисел из-за случайных использованных данных, взятых из фотографий.  Однако его применимость ограничена низкой пропускной способностью.
На него распространялось действие патента США US5732138, срок действия которого истёк, под названием "Метод сидирования генератора псевдослучайных чисел с криптографическим хэшом из теории хаоса" (англ. Method for seeding a pseudo-random number generator with a cryptographic hash of a digitization of a chaotic system) от Лэндона Курт Нолла, Роберта Г.Менде и Санджива Сисодии.
С 1997 по 2001,
был веб-сайт по адресу lavarand.sgi.com, который демонстрировал принцип работы. Лэндон Курт Нолл, один из создателей процесса, помогал в разработке LavaRnd, в котором не используются лавовые лампы.  Несмотря на короткую жизнь этого веб-сайта, его часто приводят в качестве примера онлайн-источника случайных чисел.
На 2017 год, Cloudflare поддерживает аналогичную систему лавовых ламп для защиты Интернет трафика.